# 시모네 보카네그라
시모네 보카네그라(Scimon Boccaneigra, Simone Boccanegra; 1363년 사망)는 초대 제노바 공화국의 도제이다. 그는 1339년에 도제가 되었지만, 6년 후 해임되었다. 그는 1356년에 직책을 되찾았고, 1363년에 그가 사망할때까지 유지하였다.
그의 이야기는 안토니오 가르시아 구티에레스의 1843년 희곡 《시몬 보카네그라》와 주세페 베르디의 1857년 오페라 《시몬 보카네그라》로 널리 알려졌다.

## 도제
보카네그라는 "민중의 지지"를 받던 기벨린파의 후보자로서, 1339년 9월 24일 종신 도제 자리에 선출되었다. 보카네그라는 자신의 첫 정치 행보가 공직에서 제외된 오래된 상업 귀족들을 대변하던 구엘프파에 의해 반대되었다. 권력에서 배제 된 오래된 귀족 가문들과 함께, 아도르노, 구아르코, 프레고소, 몬탈도 가문 등의 새로운 상인 가문층이 생겨났다.
보카네그라의 재임 기간에 모나코와 제노바의 지배력은 그리말디 가문의 모나코와 벤티밀리아를 제외한 프랑스와 이탈리아의 리비에라 사이로 확장되었으며, 사라센들에 대항하여 어려움을 겪던 카스티야의 알폰소 11세에게 제노바 갤리선들을 보내며 도움을 주기도 했다.
재임 처음부터 보카네그라의 목숨에 대한 지속적인 음모와 시도가 있었다(첫 시도는 1339년 12월 20일에 있었다). 이로 인해 103명의 기병들을 호위병으로 두었다. 보카네그라의 보안을 위해 이들은 제노바의 고질적인 적대 관계였던 피사에 데려왔고, 시모네의 형인 니콜로가 이들의 지휘관이였다.

## 사임과 죽음

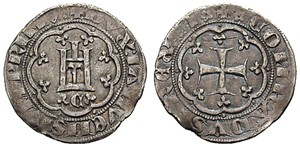
시모네 보카네그라 시대의 데나로 그로소

보카네그라는 1344년 12월 23일 그가 소집된 회의에서 사임을 강요받았다. 그의 자리는 1350년 1월 초에 사망한 조반니 1세 디 무르타가 이어받았고 그후 1356년에 보카네그라가 권력을 되찾을때까지 최고 행정관로서 조반니 2세 발렌테가 맡았다.
보카네그라는 1363년에 사망했으며, 추정상 그의 적들에게 독살로 보인다.

## 문화

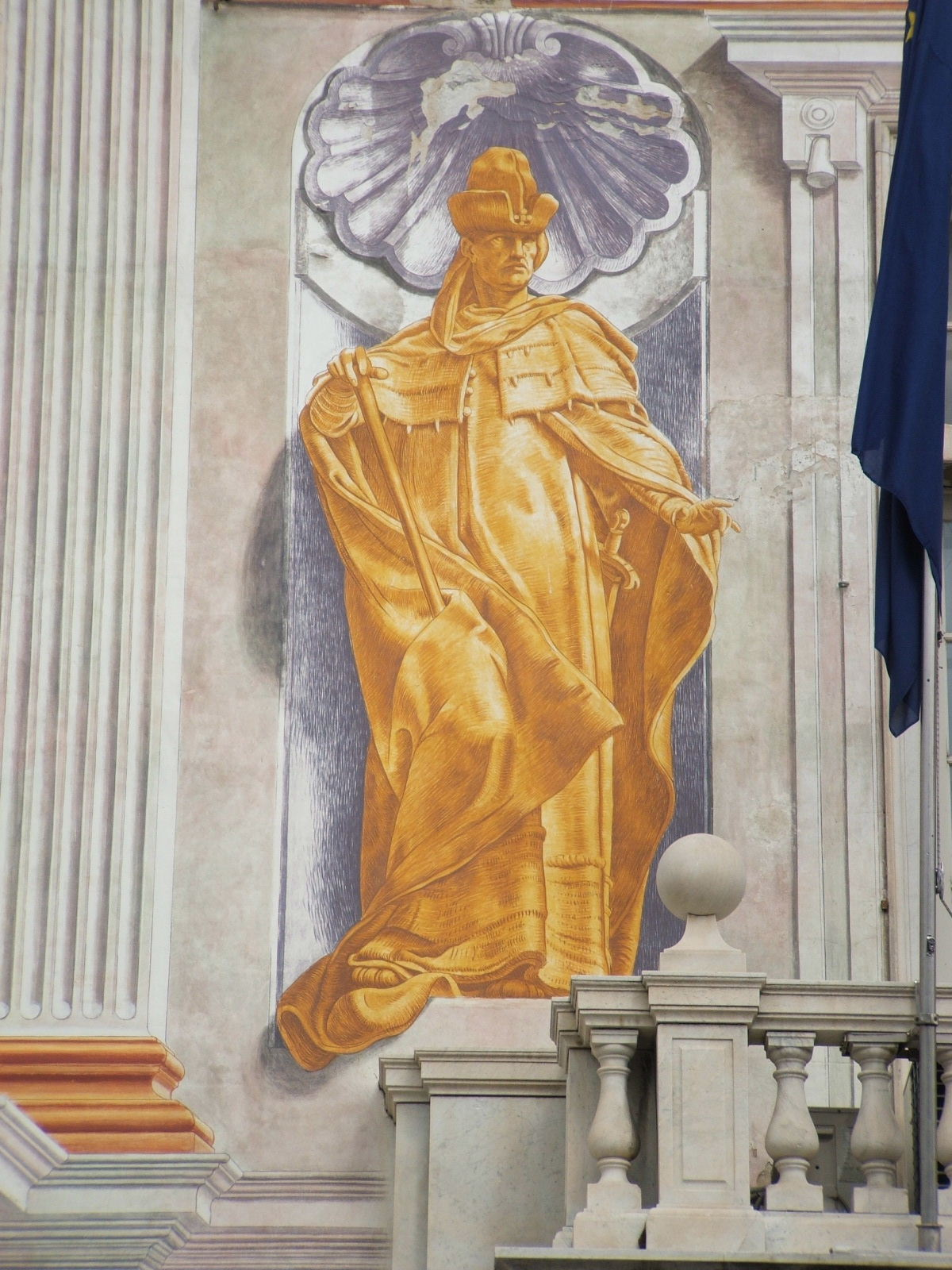
산 조르조 궁전에 있는 시모네 보카네그라를 의도해 그린 것으로 추정된 19세기 프레스코화.

인본주의 시인 페트라르카는 제노아인들과 베네치아 공화국의 도제에게 편지를 써서 동족 상잔의 전쟁을 종식시키고 공동의 목표를 찾을 것을 호소하는 편지를 썼다. 이 편지는 1881년에 오페라의 개정을 위한 베르디의 영감 중 하나였다.
카스텔로에 있는 현존하지 않는 산 프란체스코 성당에 있던 시모네 보카네그라의 무덤은 뛰어난 장례식 조각으로 장식되어 있었다. 현재 그 조각은 산아고스티노 박물관에 있다.

## 같이 보기
- 보카네그라 가문
- 에지디오 보카네그라

틀:제노바 공화국의 도제